# Höhlen am Nepperberg

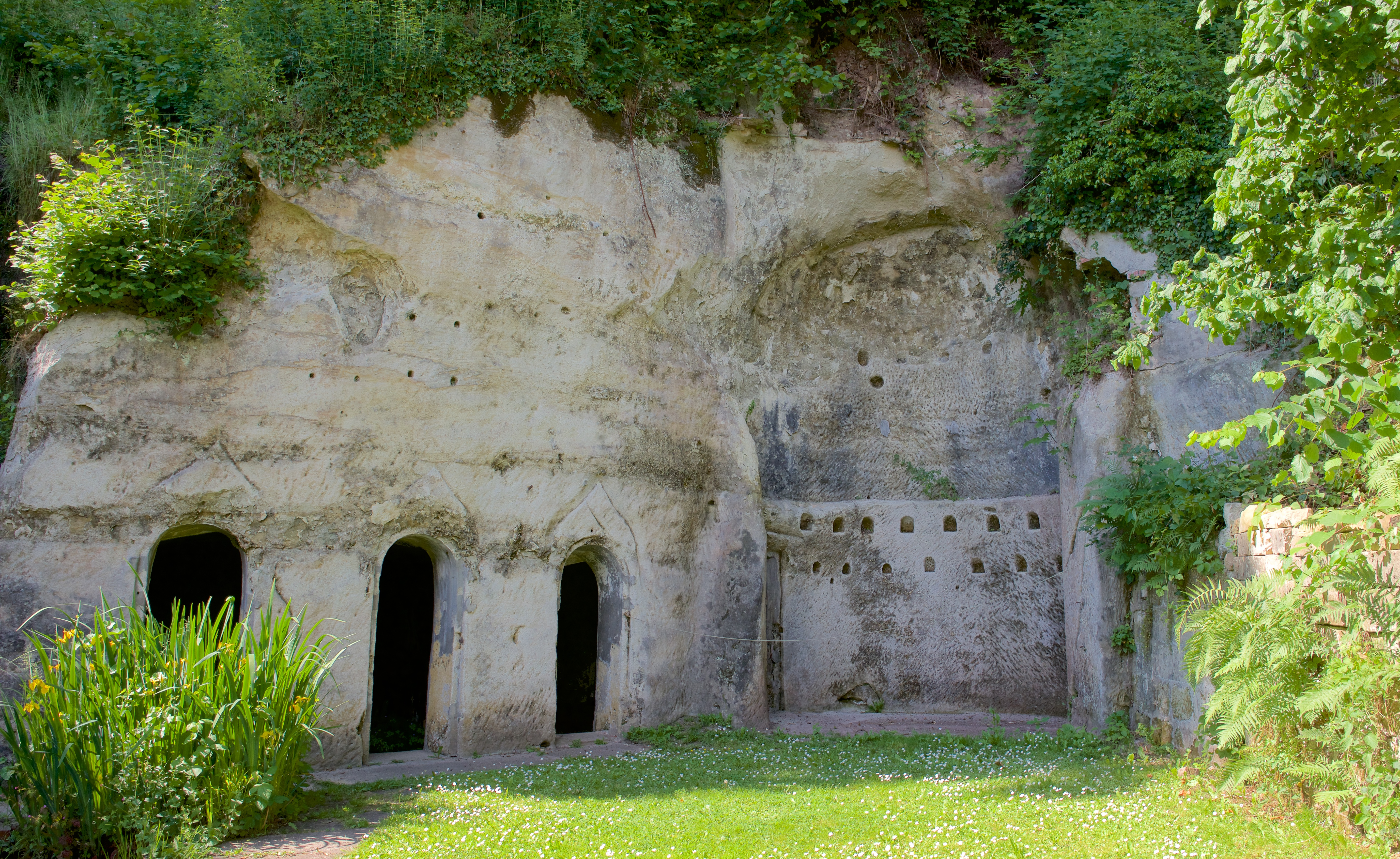
Höhlen am Nepperberg

Die Höhlen am Nepperberg in Schwäbisch Gmünd sind ein Ensemble von sechs künstlich in Stubensandstein geschaffenen Felsenhöhlen. Ihre Entstehungsgeschichte und Entstehungszeit ist ungeklärt. Spekulationen reichen in die Römerzeit und darüber hinaus. Es wird davon ausgegangen, dass sie wie die Felsenkapelle des benachbarten St. Salvator als Andachtsstelle oder Wohnhöhle eines Mesners genutzt wurden. Später dienten sie landwirtschaftlichen und handwerklichen Zwecken oder beispielsweise als Bierkeller. Sie befinden sich auf Privatgrund und sind nur an wenigen Tagen im Jahr zugänglich. Das Grundstück wurde von Turnvater Johannes Buhl, auch aufgrund seiner Nähe zu diesen Höhlen, 1863 mit einer Villa bebaut. Buhl legte einen heute noch in Teilen erhaltenen spätromantischen Garten an, in den die Höhlen eingebunden wurden.
Die westliche Höhle besteht aus zwei Räumen mit je einem Fenster und wurde zwischenzeitlich wahrscheinlich als Stall genutzt. Westlich davon befinden sich vier rundbogige Nischen, die in der Gestaltung auf eine Verwendung als Figurennischen schließen lassen. Sie wurden später in das Buhlsche Gewächshaus integriert.
Die mittlere Höhle ist mit einer Quaderbrüstung aus dem 19. Jahrhundert überbaut. Diese zumindest zwischenzeitlich als Schmiede benutzte Höhle besitzt gleich zu Beginn einen Rauchabzug in der Decke. Es schließt sich ein mehrräumiges Höhlensystem an. In diesem wurde ein Kragstein einer Kreuzwegstation mit Inschrift von um 1630 aufgefunden. Dieser trägt zudem den Namen des Baumeisters Kaspar Vogt.
Die östliche Höhle ist ein Keller mit drei rundbogigen Eingängen mit Giebelandeutungen. Dort wird eine Säule von 1916 aufbewahrt, die ein Wappen und eine beschädigte Inschrift ziert.